# Пунилья (провинция)
Пунилья (исп. Provincia de Punilla) — провинция в Чили в составе области Ньюбле.
Включает в себя 5 коммун.
Территория — 5203 км². Население — 106 968 человек (2017). Плотность населения — 20.56 чел./км².
Административный центр — Сан-Карлос.

## География
Провинция расположена на северо-востоке области Ньюбле.
Провинция граничит:
- на севере — провинции Каукенес и Линарес;
- на востоке — провинция Неукен (Аргентина);
- на юге — провинция Дигильин;
- на западе — провинция Итата.

## Демография
Согласно сведениям, собранным в ходе переписи 2017 г. Национальным институтом статистики (INE),  население провинции составляет:
| Полное население                            | Полное население                            | Полное население                            | Полное население                            | Полное население                            | 106 968 |
| ------------------------------------------- | ------------------------------------------- | ------------------------------------------- | ------------------------------------------- | ------------------------------------------- | ------- |
| в том числе:                                | Городское население                         | 50 093                                      | Процент городского населения, %             | 46.83                                       |         |
|                                             | Сельское население                          | 56 875                                      | Процент сельского населения, %              | 53.17                                       |         |
|                                             | Мужское население                           | 52 464                                      | Процент мужского населения, %               | 49.05                                       |         |
|                                             | Женское население                           | 54 504                                      | Процент женского населения, %               | 50.95                                       |         |
| Плотность населения, чел/км²                | Плотность населения, чел/км²                | Плотность населения, чел/км²                | Плотность населения, чел/км²                | Плотность населения, чел/км²                | 20.56   |
| Население провинции в % к населению области | Население провинции в % к населению области | Население провинции в % к населению области | Население провинции в % к населению области | Население провинции в % к населению области | 22.26   |

## Административное деление
Провинция включает в себя 5 коммун:
1. Койуэко, административный центр — Койуэко.
2. Ньикен, административный центр — Ньикен.
3. Сан-Карлос, административный центр — Сан-Карлос.
4. Сан-Фабиан, административный центр — Сан-Фабиан.
5. Сан-Николас, административный центр — Сан-Николас.